# Sara Aagesen
Sara Aagesen Muñoz (Madrid, 1976) è una politica e ingegnera spagnola, ministra per la transizione ecologica e la sfida demografica della Spagna e terza Vicepresidente del Governo di Spagna nel governo Sánchez III dal 25 novembre 2024.

## Biografia
Nata a Madrid da madre spagnola e padre danese, Aagesen studia ingegneria chimica all'Università Complutense di Madrid e nel 2002 entra nell'Ufficio di Spagna per i cambiamenti climatici, all'interno del quale si occupa soprattutto di transizione ecologica. Da quell'anno, ha svolto anche il ruolo di negoziatrice per la delegazione spagnola presso la Commissione quadro delle Nazioni Unite sui cambiamenti climatici e fa parte del Gruppo intergovernativo sui cambiamenti climatici.
Nel 2018, Aagesen entra a far parte del gabinetto della ministra della transizione ecologica e della sfida demografica Teresa Ribera Rodríguez, e dirige alcuni importanti iniziative ministeriali, come il Piano Nazionale Integrato per l'Energia e il Clima 2021-2030 e la Strategia di Decarbonizzazione a Lungo Termine 2050.
Nel 2019, Aagesen è stata la rappresentante spagnola alla COP25, tenutasi a Madrid.
Successivamente, nel gennaio 2020, Aagesen è stata nominata Segretario di Stato per l'Energia, secondo ruolo più importante nel dicastero. Da questo incarico, ha proseguito le politiche di transizione energetica, ha gestito la politica energetica durante la pandemia di COVID-19 e l'invasione russa dell'Ucraina del 2022, ha contribuito all'approvazione dell'eccezione iberica e ha preparato l'aggiornamento del Piano nazionale integrato per l'energia e il clima (2023-2030).
Nel novembre 2024, Aagesen è stata selezionata dal Presidente del Governo di Spagna Pedro Sánchez per ricoprire la carica di Ministra della transizione ecologica e della sfida demografica e di terza Vicepresidente del Governo di Spagna in sostituzione di Teresa Ribera Rodríguez, nominata Vicepresidente della Commissione europea e Commissaria europea per la concorrenza nella Commissione von der Leyen II. Il 25 novembre 2024, Aagesen presta giuramento dinnanzi al Re di Spagna Filippo VI e al Presidente del Governo di Spagna Pedro Sánchez al Palazzo della Zarzuela.